# Subvision
Subvision je alternativní pop/rocková kapela z Linköpingu/Stockholmu, byla oficiálně založena 16. prosince 2002 Tobiasem Forgem (kytara/zpěv), Gustafem Lindströmem (bass) a Thomasem Daunem (bicí). S úmyslem vytvářet emotivně dojemnou a popově laděnou hudbu, v ostrém kontrastu s tehdejší druhou kapelou této trojice, Repugnant .
Repugnant byla death metalová kapela založená v roce 1998 Tobiasem Forgem. Sestavy se měnily a odcházely až v roce 2001 se formace stala součástí Thomase Dauna a Gustafa Lindströma na jejich současné nástroje. Kapela se primárně věnovala extrémnímu death metalovému undergroundovému prostředí. Se dvěma demo kazetami a sedmimístným albem v celosvětovém nákladu v řádu čtyřmístných čísel si Repugnant získali poněkud kultovní pověst. Oficiálně se kapela rozpadla v dubnu 2004, ačkoli od října 2002, kdy bylo nahráno jejich jediné album Epitome of Darkness, nebyla příliš aktivní.
Po založení Subvision následoval rok vývoje, během kterého tvořili písně, zkoušeli a zdokonalovali své vystoupení, než 8. listopadu 2003 debutovali na pódiu.
Kapela zpočátku procházela různými fázemi imaginace a maškarády, aby rozšířila obsah hudby. Na rozdíl od požadovaného výsledku bylo publikum zmateno záměry kapely, a tak další pokusy o obohacení koncertů divadelními prvky postupně ustávaly. Koneckonců se všichni shodli na tom, že hudba a slova Subvisions mluví hlasitěji než jakýkoli kostým, který nosí jejich členové.
V prosinci 2004 vyšel jejich plastový debut v podobě EP The Killing Floor, čtyřpísňového CD, které kapelu představilo světu. Reakce těch, kteří jej dostali, koupili nebo o něm psali, byly velmi pozitivní.
V průběhu celé historie kapely byl problémem druhý kytarista. Po epizodách, kdy toto volné místo zaplňovali Torbjörn Brynedal nebo Franz Cedrins, se v srpnu 2005 ujal role stálého člena kytary v Subvision Martin Persner (ačkoli ve skutečnosti zastoupil na krátkém turné již v prosinci předchozího roku).
Navzdory celostátnímu koncertování a menšímu turné bylo v letech 2005/2006 nejvíce úsilí věnováno tvorbě jejich debutového alba So Far So Noir.
Koncem července 2006 se Gustaf Lindström po téměř čtyřech letech ve skupině rozhodl odejít. Nahradil ho Simon Söderberg.
30. srpna 2006 vyšlo ve Švédsku album „So Far So Noir“. Album, které se setkalo s chválou v národním tisku, dosud nebylo vydáno v zahraničí.
Po rozpadu kapely se roku 2006 někteří členové znovu spojily a pomalu přešly k založení skupiny Ghost, ve které se stal hlavním frontmanem Tobias Forge - též známý pod svou přezdívkou "papa Emeritus". Ostatní kapelníci dostaly přízvisko "The Nameless Ghouls". Všech těchto postav byla tedy identita tajná, až do roku 2016.